# (2629) Rudra
(2629) Rudra (1980 RB1; 1959 EH) ist ein ungefähr fünf Kilometer großer Asteroid des inneren Hauptgürtels, der am 13. September 1980 vom US-amerikanischen Astronomen Charles Thomas Kowal am Palomar-Observatorium etwa 80 Kilometer nordöstlich von San Diego, Kalifornien (IAU-Code 675) entdeckt wurde.

## Benennung
(2629) Rudra wurde nach Rudra, einer Gottheit des Hinduismus, benannt. Rudra war der Vorgänger von Shiva, nach dem der Asteroid (1170) Siva benannt ist.